# Pan-Pacifische kampioenschappen zwemmen 1999
De Pan-Pacifische kampioenschappen zwemmen 1999 werden gehouden van 22 tot en met 29 augustus 1999 in Sydney, Australië.

## Podia

### Mannen
| Onderdeel            | Goud                                                                | Goud       | Zilver                                                          | Zilver   | Brons                                                             | Brons    |
| -------------------- | ------------------------------------------------------------------- | ---------- | --------------------------------------------------------------- | -------- | ----------------------------------------------------------------- | -------- |
| Vrije slag           |                                                                     |            |                                                                 |          |                                                                   |          |
| 50 m                 | Brendon Dedekind Zuid-Afrika                                        | 22,06      | Gary Hall jr. Verenigde Staten                                  | 22,26    | Bill Pilczuk Verenigde Staten                                     | 22,52    |
| 100 m                | Michael Klim Australië                                              | 48,98      | Neil Walker Verenigde Staten                                    | 49,17    | Chris Fydler Australië                                            | 49,42    |
| 200 m                | Ian Thorpe Australië                                                | 1.46,00 WR | Michael Klim Australië                                          | 1.47,40  | Ryk Neethling Zuid-Afrika                                         | 1.48,17  |
| 400 m                | Ian Thorpe Australië                                                | 3.41,83 WR | Grant Hackett Australië                                         | 3.46,02  | Ryk Neethling Zuid-Afrika                                         | 3.46,31  |
| 1500 m               | Grant Hackett Australië                                             | 14.45,60   | Ryk Neethling Zuid-Afrika                                       | 15.02,40 | Chris Thompson Verenigde Staten                                   | 15.04,68 |
| Rugslag              |                                                                     |            |                                                                 |          |                                                                   |          |
| 100 m                | Lenny Krayzelburg Verenigde Staten                                  | 53,60 WR   | Matt Welsh Australië                                            | 55,13    | Josh Watson Australië                                             | 55,18    |
| 200 m                | Lenny Krayzelburg Verenigde Staten                                  | 1.55,87 WR | Ray Hass Australië                                              | 1.59,87  | Cameron Delaney Australië                                         | 1.59,98  |
| Schoolslag           |                                                                     |            |                                                                 |          |                                                                   |          |
| 100 m                | Simon Cowley Australië                                              | 1.02,06    | Regan Harrison Australië                                        | 1.02,26  | Morgan Knabe Canada                                               | 1.02,37  |
| 200 m                | Simon Cowley Australië                                              | 2.12,98    | Tom Wilkens Verenigde Staten                                    | 2.13,97  | Terence Parkin Zuid-Afrika                                        | 2.14,12  |
| Vlinderslag          |                                                                     |            |                                                                 |          |                                                                   |          |
| 100 m                | Michael Klim Australië                                              | 52,49      | Geoff Huegill Australië                                         | 52,51    | Takashi Yamamoto Japan                                            | 52,93    |
| 200 m                | Tom Malchow Verenigde Staten                                        | 1.55,41    | Takashi Yamamoto Japan                                          | 1.57,33  | Ugur Taner Verenigde Staten                                       | 1.57,82  |
| Wisselslag           |                                                                     |            |                                                                 |          |                                                                   |          |
| 200 m                | Tom Wilkens Verenigde Staten                                        | 2.01,01    | Curtis Myden Canada                                             | 2.01,64  | Matthew Dunn Australië                                            | 2.01,86  |
| 400 m                | Matthew Dunn Australië                                              | 4.16,54    | Curtis Myden Canada                                             | 4.16,77  | Tom Wilkens Verenigde Staten                                      | 4.18,58  |
| Vrije slag estafette |                                                                     |            |                                                                 |          |                                                                   |          |
| 4×100 m              | Australië Michael Klim Jeff English Chris Fydler Ian Thorpe         | 3.16,08    | Verenigde Staten Bryan Jones Josh Davis Neil Walker Jason Lezak | 3.16,81  | Canada Yannick Lupien Craig Hutchison Jake Steele Graham Duthie   | 3.20,73  |
| 4×200 m              | Australië Ian Thorpe Bill Kirby Grant Hackett Michael Klim          | 7.08,79 WR | Verenigde Staten Chad Carvin Josh Davis Tom Malchow Ugur Taner  | 7.11,66  | Canada Mark Johnston Rick Say Yannick Lupien Brian Johns          | 7.23,26  |
| Wisselslag estafette |                                                                     |            |                                                                 |          |                                                                   |          |
| 4×100 m              | Verenigde Staten Lenny Krayzelburg Kurt Grote Dod Wales Neil Walker | 3.36,37    | Canada Mark Versfeld Morgan Knabe Mike Mintenko Yannick Lupien  | 3.40,18  | Japan Atsushi Nishikori Ryosuke Imai Takashi Yamamoto Shusuke Ito | 3.40,21  |

### Vrouwen
| Onderdeel            | Goud                                                                              | Goud       | Zilver                                                        | Zilver  | Brons                                                              | Brons   |
| -------------------- | --------------------------------------------------------------------------------- | ---------- | ------------------------------------------------------------- | ------- | ------------------------------------------------------------------ | ------- |
| Vrije slag           |                                                                                   |            |                                                               |         |                                                                    |         |
| 50 m                 | Jenny Thompson Verenigde Staten                                                   | 25,51      | Sarah Ryan Australië                                          | 25,93   | Liesl Kolbisen Verenigde Staten                                    | 25,97   |
| 100 m                | Jenny Thompson Verenigde Staten                                                   | 54,89      | Sarah Ryan Australië                                          | 55,83   | Rebecca Creedy Australië                                           | 55,90   |
| 200 m                | Susie O'Neill Australië                                                           | 1.58,17    | Lindsay Benko Verenigde Staten                                | 1.59,60 | Ellen Stonebraker Verenigde Staten                                 | 2.00,46 |
| 400 m                | Brooke Bennett Verenigde Staten                                                   | 4.08,39    | Lindsay Benko Verenigde Staten                                | 4.08,75 | Claudia Poll Costa Rica                                            | 4.11,53 |
| 800 m                | Brooke Bennett Verenigde Staten                                                   | 8.25,06    | Rachel Harris Australië                                       | 8.37,23 | Ellen Stonebraker Verenigde Staten                                 | 8.40,39 |
| Rugslag              |                                                                                   |            |                                                               |         |                                                                    |         |
| 100 m                | Dyana Calub Australië Mai Nakamura Japan                                          | 1.01,51    |                                                               |         | Barbara Bedford Verenigde Staten                                   | 1.01,76 |
| 200 m                | Tomoko Hagiwara Japan                                                             | 2.11,36    | Miki Nakao Japan                                              | 2.11,41 | Lindsay Benko Verenigde Staten                                     | 2.13,51 |
| Schoolslag           |                                                                                   |            |                                                               |         |                                                                    |         |
| 100 m                | Penelope Heyns Zuid-Afrika                                                        | 1.07,08 WR | Megan Quann Verenigde Staten                                  | 1.08,54 | Kristy Kowal Verenigde Staten                                      | 1.08,56 |
| 200 m                | Penelope Heyns Zuid-Afrika                                                        | 2.23,56 WR | Kristy Kowal Verenigde Staten                                 | 2.25,52 | Sarah Poewe Zuid-Afrika                                            | 2.25,90 |
| Vlinderslag          |                                                                                   |            |                                                               |         |                                                                    |         |
| 100 m                | Jenny Thompson Verenigde Staten                                                   | 57,88 WR   | Susie O'Neill Australië                                       | 59,07   | Ayari Aoyama Japan                                                 | 59,58   |
| 200 m                | Susie O'Neill Australië                                                           | 2.06,60    | Jessica Deglau Canada                                         | 2.10,27 | Misty Hyman Verenigde Staten                                       | 2.10,40 |
| Wisselslag           |                                                                                   |            |                                                               |         |                                                                    |         |
| 200 m                | Joanne Malar Canada                                                               | 2.13,63    | Cristina Teuscher Verenigde Staten                            | 2.14,31 | Elli Overton Australië                                             | 2.14,51 |
| 400 m                | Joanne Malar Canada                                                               | 4.40,23    | Yasuko Tajima Japan                                           | 4.40,56 | Cristina Teuscher Verenigde Staten                                 | 4.41,21 |
| Vrije slag estafette |                                                                                   |            |                                                               |         |                                                                    |         |
| 4×100 m              | Verenigde Staten Liesl Kolbisen Richelle Fox Lindsay Benko Jenny Thompson         | 3.41,86    | Australië Sarah Ryan Lori Munz Rebecca Creedy Susie O'Neill   | 3.42,69 | Canada Jessica Deglau Marianne Limpert Anna Lydall Laura Nicholls  | 3.44,50 |
| 4×200 m              | Verenigde Staten Lindsay Benko Ellen Stonebraker Jenny Thompson Cristina Teuscher | 7.57,61    | Australië Giaan Rooney Rebecca Creedy Lori Munz Susie O'Neill | 8.00,67 | Canada Jessica Deglau Joanne Malar Marianne Limpert Laura Nicholls | 8.06,86 |
| Wisselslag estafette |                                                                                   |            |                                                               |         |                                                                    |         |
| 4×100 m              | Verenigde Staten Barbara Bedford Megan Quann Jenny Thompson Liesl Kolbisen        | 4.03,09    | Australië Dyana Calub Samantha Riley Susie O'Neill Sarah Ryan | 4.05,74 | Japan Mai Nakamura Masami Tanaka Ayari Aoyama Suzu Chiba           | 4.06,86 |

Tokio 1985 · 
Brisbane 1987 · 
Tokio 1989 · 
Edmonton 1991 · 
Kobe 1993 · 
Atlanta 1995 · 
Fukuoka 1997 · 
Sydney 1999 · 
Yokohama 2002 · 
Victoria 2006 ·
Irvine 2010 ·
Gold Coast 2014 ·
Tokio 2018